# Flensburger Tageblatt
Das deutschsprachige Flensburger Tageblatt (Petuh: Tante Maaß) ist neben der dänischen Flensborg Avis eine von zwei Tageszeitungen Flensburgs. Das unabhängige Blatt bringt Nachrichten für Flensburg und den Kreis Schleswig-Flensburg. Es erscheint sechsmal wöchentlich, wird vom Schleswig-Holsteinischen Zeitungsverlag (sh:z) verlegt und im Druckzentrum Büdelsdorf bei Rendsburg gedruckt. Die verkaufte Auflage beträgt 14.739 Exemplare, ein Minus von 62,3 Prozent seit 1998.

## Redaktion
Die Redaktion setzt sich zusammen aus der Stadtredaktion in Flensburg und der Kreisredaktion in Flensburg und Schleswig. 25 Korrespondenten berichten aus dem Umland: Harrislee, Mittelangeln, Schafflund, Tarp, Lindewitt, Langballig, Handewitt, Gelting, Amt Eggebek und Hürup. Redaktionssitz ist das Medienhaus des sh:z in der Fördestraße 20 in Mürwik. Das Kundencenter befindet sich in der Nikolaistraße 7 zwischen dem ZOB Flensburg und dem Holm in der Flensburger Innenstadt.
Bekannte Mitarbeiter waren Hugo Eckener, der als Kulturkritiker für die Zeitung schrieb, und Wolfgang Börnsen, der ab 1963 als „rasender Dorfreporter“ berichtete, so auch über die Schneekatastrophe 1978/1979. Bekannter Karikaturist ist der Comic-Zeichner Kim Schmidt.
Chefredakteure sind Gerrit Bastian Mathiesen und Jan Frederik Schönstedt.

## Geschichte

### Vorläufer
Flensburgs erste lokale Zeitung erschien 1766 und nannte sich Flensburger Adresse-Comptoir-Nachrichten. Von 1788 bis 1853 brachte das Flensburg’sche Wochenblatt außer Nachrichten noch volkspädagogische Texte im Sinne der Aufklärung. Die ab 1840 erscheinende Flensburger Zeitung, die erste Tageszeitung der Fördestadt, publizierte ab 1865 unter dem Titel Flensburger Nachrichten und war Vorgänger des Flensburger Tageblattes.

### Flensburger Nachrichten1865–1945
Erster Herausgeber der Flensburger Nachrichten war 1865 der aus Kolding stammende Apotheker Ponton. Der Drucker und Expedient Ludolf P. H. Maaß aus Itzehoe übernahm ein Jahr später das Blatt. Nach der Enkeltochter des früheren Verlegers (ab 1866) und Redakteurs Ludolf Maaß ist die Zeitung in der Petuhsprache als Tanta Maaß benannt. Johanna Maaß war die Tochter seines Sohnes, des Herausgebers Friedrich Maaß, der ab 1892 das Blatt übernahm. Ihr Ehemann war der Luftfahrtpionier Hugo Eckener, der dort als Kulturkritiker arbeitete. Später hieß es im Volksmund: „Hast du schon bei Tante Maaß gelesen, dass ..?“ und die Dame hielt als Kosename für die gesamte Zeitung her. Eine tägliche Kolumne der konstant Mitte 70-jährigen Tante Maaß auf der ersten Lokalseite erinnert seit 1987 an diese Frau, die jedoch kein Petuh spricht.
Flensburger Kaufleute, die und deren Vorgänger zuvor schon die Flensburger Schiffbau-Gesellschaft, die Reederei und die Flensburger Brauerei gegründet hatten, verhinderten nach der Weltwirtschaftskrise in den 1920er-Jahren den Konkurs der Zeitung, mussten in der NS-Zeit jedoch ihre Anteile verkaufen, und zwar an die Vera-Verlagsgesellschaft, eines vollständigen Tochterunternehmens des NSDAP-eigenen Franz-Eher-Verlages. Redigiert und gedruckt wurde im Stammhaus an der Nikolaistraße.
Zum Ende des Zweiten Weltkrieges erschien die Zeitung weiterhin regelmäßig – mit Ausnahme des 3. Mai 1945, als aufgrund eines Luftangriffes auf Flensburg in der Nacht zuvor die Stromversorgung unterbrach. Am 8. Mai meldeten die Flensburger neben der Aachener Nachrichten als einzige Tageszeitungen Deutschlands die bedingungslose Kapitulation aller kämpfenden Truppen und druckten eine Rede von Johann Ludwig Graf Schwerin von Krosigk ab, die einen Tag zuvor der Reichssender Flensburg übertrug.

### Flensburger Tageblattseit 1945/1946
Noch im Mai 1945 beschlagnahmten die britischen Besatzer 1945 den NS-Verlag der Flensburger Nachrichten und veröffentlichten die Zeitung fortan vom 11. Mai 1945 bis zum 28. März 1946 unter dem Titel Flensburger Nachrichtenblatt, bis die Militärregierung dem Flensburger Tageblatt mit Wirkung zum 4. April 1946 die Lizenz erteilten. Erster Erscheinungstag des neuen Flensburger Tageblattes war der 6. April 1946.
Die Gesellschafter der 1953 gegründeten Flensburger Zeitungsverlag GmbH investierten 1965 in eine MAN-Rotationsdruckmaschine. und weihten dazu einen neuen Technikbau in der Nikolaistraße ein, der 1997 wieder abgerissen wurde.
Um Kosten zu sparen, integrierten die Schleswiger Nachrichten, das Sylter Tageblatt, das Südtondern Tageblatt, das Eiderstedter Tageblatt, der Insel-Bote und zuletzt die Husumer Nachrichten in den Flensburger Zeitungsverlag. Die Gesellschaft kooperierte in den 1980er-Jahren mit der Rendsburger Zeitungsgruppe Möller, die zusammen den Schleswig-Holsteinischen Zeitungsverlag (sh:z) gründeten. Von 1987 bis März 2013 arbeiteten Geschäftsführung, Redaktion und kaufmännische Abteilungen in der Holmpassage, danach bezog man das neue Gebäude in der Fördestraße in Mürwik.
Bis 2014 war Helge Matthiesen Chefredakteur, der danach zum Bonner General-Anzeiger wechselte. Im Dezember 2014 übernahm Stefan Hans Kläsener diesen Posten, der zuvor bei den Lübecker Nachrichten volontiert hatte. 2015 feierte das Flensburger Tageblatt sein 150-jähriges Jubiläum mit einer Jubiläumsbeilage, die am 15. Juni 2015 erschien, und einem Jubiläumsball zu Anfang Juli 2015 mit 400 Gästen in der Werfthalle der Robbe & Berking-Classics, wo der Bauchredner Jörg Jará und der Jazz-Pianist Joja Wendt auftraten und die Schauspielerin Sabine Kaack (Da kommt Kalle) durch das Programm führte.
Am 24. Februar 2016 gab shz.de bekannt, dass das Unternehmen NOZ Medien die medien holding:nord GmbH übernehmen wird, zu der auch das Flensburger Tageblatt gehört. Das Bundeskartellamt erteilte am 7. April grünes Licht für die Fusion.

## Auflage
Das Flensburger Tageblatt hat in den vergangenen Jahren erheblich an Auflage eingebüßt. Die verkaufte Auflage ist in den vergangenen 10 Jahren um durchschnittlich 6,7 % pro Jahr gesunken. Im vergangenen Jahr hat sie um 9,6 % abgenommen. Sie beträgt gegenwärtig 14.739 Exemplare. Der Anteil der Abonnements an der verkauften Auflage liegt bei 91,8 Prozent.
| 1998  | 1999  | 2000  | 2001  | 2002  | 2003  | 2004  | 2005  | 2006  | 2007  | 2008  | 2009  | 2010  | 2011  | 2012  | 2013  | 2014  | 2015  | 2016  | 2017  | 2018  | 2019  | 2020  | 2021  | 2022  | 2023  | 2024  |
| ----- | ----- | ----- | ----- | ----- | ----- | ----- | ----- | ----- | ----- | ----- | ----- | ----- | ----- | ----- | ----- | ----- | ----- | ----- | ----- | ----- | ----- | ----- | ----- | ----- | ----- | ----- |
| 39048 | 39612 | 38452 | 38693 | 38866 | 37839 | 38528 | 38374 | 38256 | 37815 | 36786 | 36316 | 36161 | 34970 | 33433 | 32051 | 30334 | 29520 | 28516 | 27140 | 25707 | 24074 | 22497 | 20944 | 18524 | 16829 | 15206 |